# 金瓶梅 (1968年电影)
《金瓶梅》（英語：The Notorious Concubines）是1968年上映的日本情色片，导演若松孝二，主演红理子、伊丹十三、高岛史旭、真山知子。改编自明朝兰陵笑笑生《金瓶梅》。

## 剧情
该片使用倒叙手法。北宋末年，天下大乱，烽烟四起，阳谷县的卖梨人郓哥在兵荒马乱中遭到官兵杀害，西门庆家也开始败落，西门庆的管家开始讲述家族及当地的历史：潘金莲是清河县一户地主家的丫鬟，相貌美艳，地主想要奸污她，她不从，结果惹火了地主，把她嫁给当地最丑的男人武大郎，武大郎身材矮小，相貌丑陋，房事能力差，不能满足潘金莲的性欲，又因为弟弟武大郎犯了事，官差经常去他家里盘查，他不堪其扰便搬迁至阳谷县来居住。武松在景阳冈打死老虎之后，名震乡里，被封为都头衣锦还乡，潘金莲见武松相貌英俊挺拔，心生爱慕，每每趁着武大郎出外卖烧饼，便用言语和举止挑逗武松，武松性情耿直，没有接受嫂嫂潘金莲的爱，反而痛骂她不守妇道，潘金莲诘问：“是你不愿意，还是因为我是你的嫂嫂？”武松沉默，随后离家出走。一日，财主西门庆在街上游荡，潘金莲的晾衣杆不小心从手中跌落在他跟前，西门庆抬头看到了美艳的潘金莲，两人由此相识。西门庆原本是贩卖食盐的商人，结果暴富，为人风流。西门庆用金钱买通潘金莲的邻居王婆，王婆暗中撮合了潘金莲和西门庆，提供房间给两人通奸。天长日久，当地卖梨子的郓哥发觉了此事，便告诉了武大郎，武大郎将二人捉奸在床，西门庆要逃脱时，用脚踢翻了武大郎，武大郎由此卧病在床，为了省却后顾之忧，西门庆、潘金莲和王婆一起用毒毒死了武大郎。潘金莲被西门庆娶进家门。

## 演出
| 演员     | 角色   | 备注 |
| 真山知子 | 潘金莲 |      |
| 红理子   |        |      |
| 伊丹十三 |        |      |
| 高岛史旭 |        |      |

## 制作
该片使用英语作为对白语言。
该片对服饰颇为讲究，力求符合北宋女性服饰特点。